# Сервиты
Серви́ты, Орден служителей Девы Марии (лат.  Ordo Servorum Mariae, OSM) — монашеский орден Католической церкви. Один из исторических нищенствующих орденов, основан в 1233 году во Флоренции.

## История

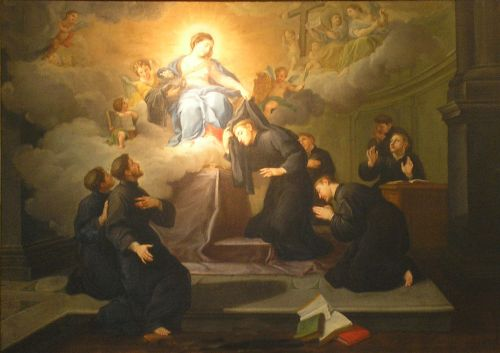
Семь святых основателей, 1750 г.

Орден был основан семью флорентийскими юношами из знатных семейств, также известными как «семь святых основателей». Сервиты — единственный из исторических орденов, который основан сразу группой, а не одним или двумя людьми. До основания ордена семеро состояли в братстве, члены которого собирались для совместных молитв и духовных упражнений. Молодые торговцы шерстью знатного происхождения решили вести общинную жизнь, приняв Устав святого Августина с некоторыми дополнениями, свойственными последователям духовности святого Доминика. Их имена: Бонадьюнта Манетти, Бонфильо Мональди, Амадио Амидеи, Манетто дель Антелла, Угуччо Угуччони, Состеньо Состеньи и Алессио Фалькониери. На праздник Успения 1233 года они приняли решение создать новый Орден «служителей Девы Марии», который стал бы духовным примером для жителей Флоренции, погрязшей в то время в междоусобных распрях. В 1234 году семеро основателей удаляются из мира и живут как отшельники на горе Сенарио под Флоренцией.
Согласно католическому преданию в 1240 году основателям ордена явилась сама Богородица, которая повелела им носить чёрный хабит и следовать монашескому правилу Святого Августина. После этого братия избрала начальника, написала устав нового ордена, близкий к августинскому и начала принимать в орден новых членов.
В 1243 году святой Пётр Веронский представил новый орден папе, однако официальное утверждение сервитов со стороны Святого Престола последовало только 13 марта 1249 года. В 1250 году во Флоренции построена базилика Сантиссима-Аннунциата и монастырь при ней, ставший духовным центром ордена. В течение нескольких десятилетий орден перешагнул границы Флоренции, в 60-х годах XIII века уже насчитывалось четыре провинции — Тоскана, Умбрия, Романья и Ломбардия.

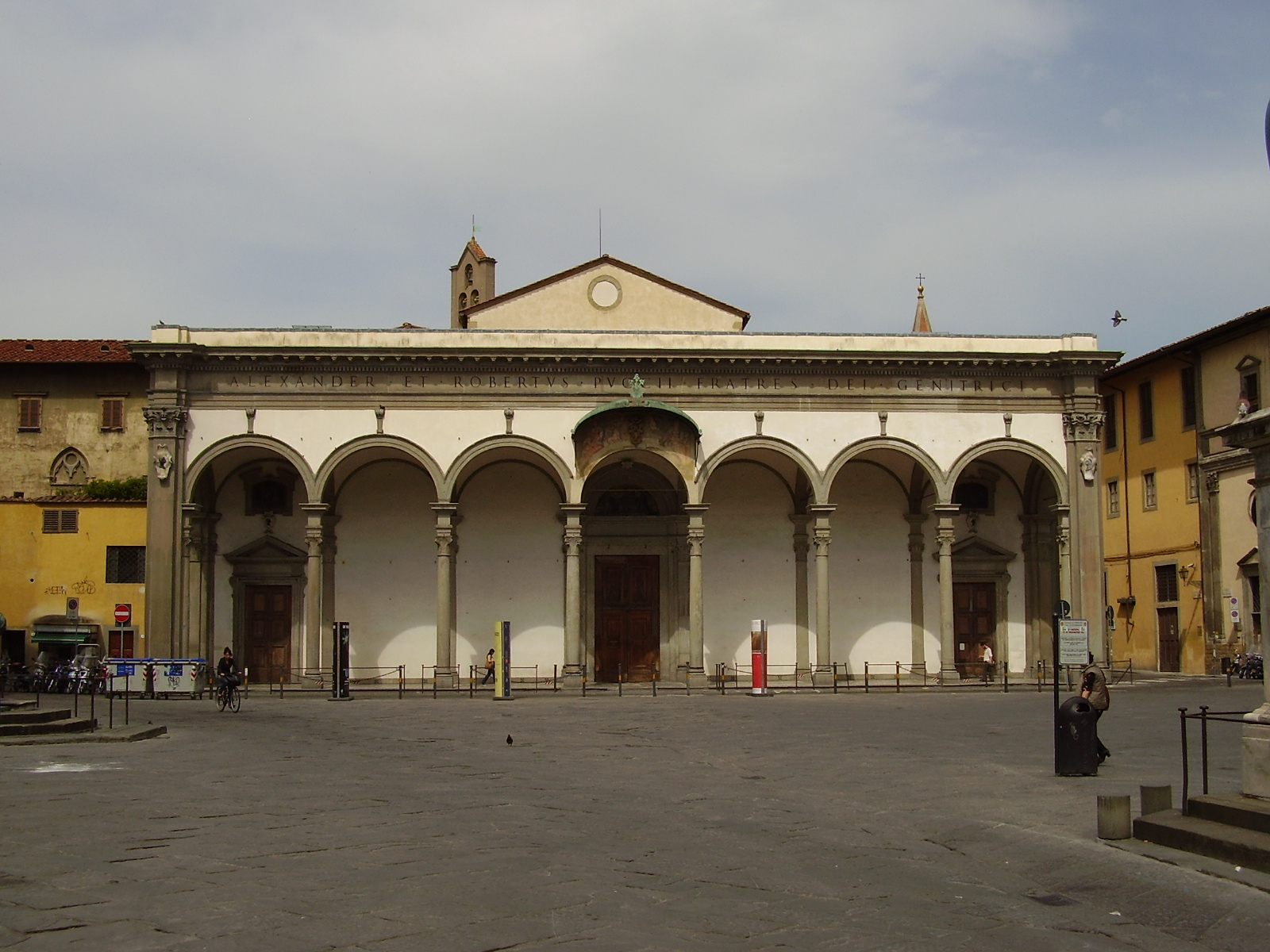
Базилика Сантиссима-Аннунциата, духовный центр сервитов

Быстро развивающийся орден, тем не менее, вскоре попал под угрозу закрытия. Второй Лионский собор принял жёсткие меры по упорядочиванию монашеской жизни. Среди прочего число нищенствующих орденов ограничивалось четырьмя — францисканцы, кармелиты, доминиканцы и августинцы, большинство прочих подлежало роспуску. В 1276 году папа Иннокентий V в письме к святому Филиппу Беници, который в тот момент был генеральным настоятелем сервитов, объявил орден распущенным. В последующие годы борьба сторонников и противников ордена шла с переменным успехом, папа Иоанн XXI высказался в поддержку ордена, однако окончательно орден сервитов был восстановлен и утверждён буллой папы Бенедикта XI «Dum levamus» от 1304 года. В этот же период Филипп Беници основал вторую, женскую ветвь ордена. В 1304 году была основана и община сервитов-терциариев.
За восстановлением ордена последовал быстрый рост, в XIV веке орден перешагнул итальянские границы, монастыри сервитов появились по всей Европе от Испании до Польши. В XIV—XV веках возникли и первые сервитские миссии, на Филиппинах и в Индии.
Реформация привела к ликвидации большого числа сервитских монастырей в Германии. Наиболее сложный период в жизни ордена пришёлся на конец XVIII-начало XIX веков, когда гонения периода Великой Французской революции и иосифизма привели к закрытию сервитских монастырей во Франции и Австрийской империи.
В конце XIX-начале XX века орден сумел частично восстановиться. В 1888 году папа Лев XIII канонизировал семерых основателей ордена. В 1910 году сервиты насчитывали 700 человек в 62 монастырях, из которых 36 были в Италии, 17 в Австро-Венгрии, 4 в Англии, 4 в США и 1 в Бельгии.
В XX веке орден резко увеличил свою географическую распространённость. В 1913 году открыта миссия в Свазиленде, в 1919 году в Бразилии. Новые монастыри появились в Аргентине (1921), ЮАР (1935), Уругвае (1939), Боливии (1946), Мексике (1948), Австралии (1951), Венесуэле (1952), Колумбии (1953), Индии (1974), Мозамбике (1984), на Филиппинах (1985), в Уганде и Албании (1993).

## Современное состояние

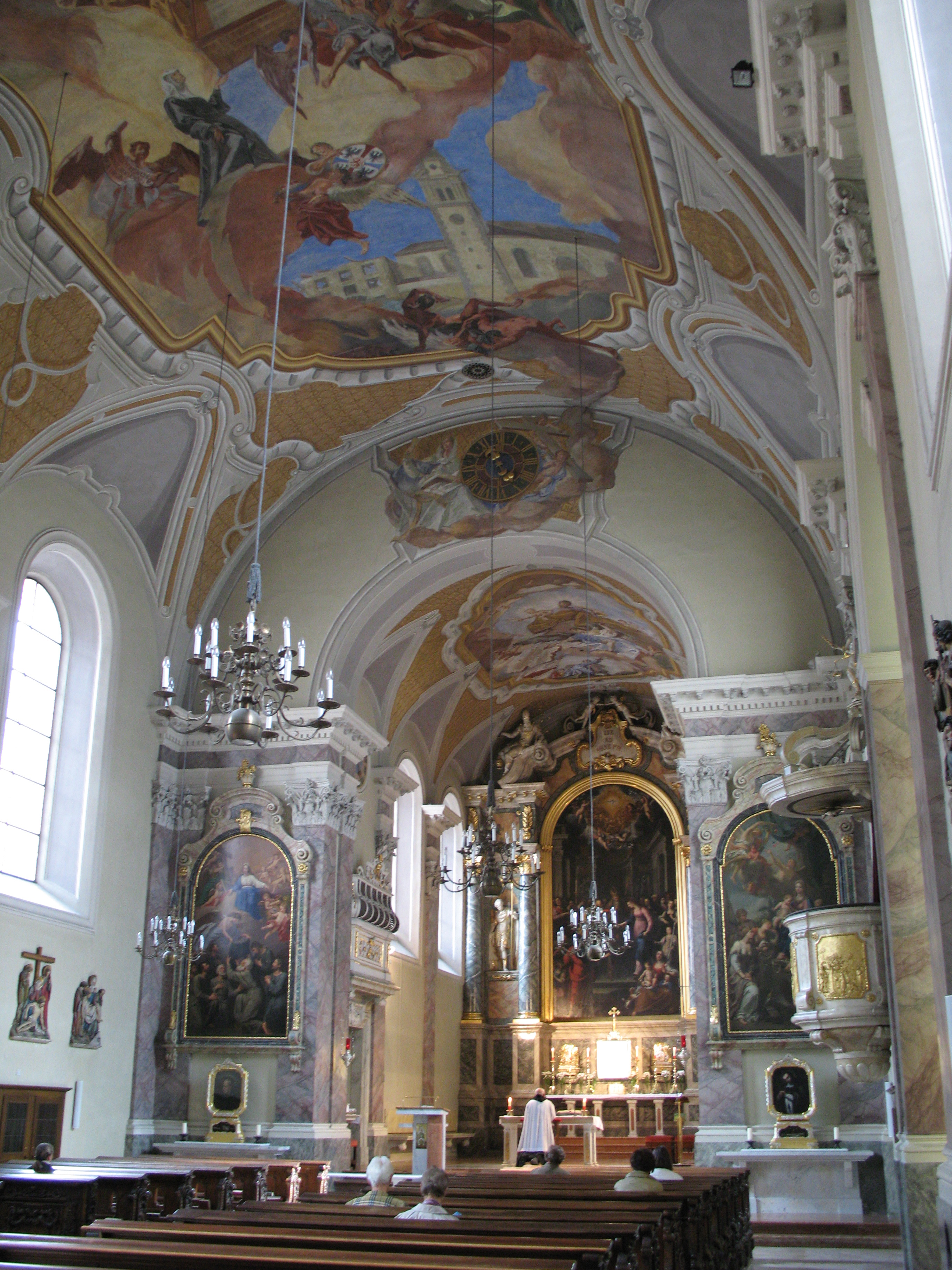
Церковь сервитов в Инсбруке

По данным на 2014 год число сервитов составляло 872 человека в 150 обителях, из них 587 иеромонахов. Монастыри находятся в 27 странах по всему миру, разделены на пять региональных конференций.
Сервиты работают в приходских общинах, занимаются преподавательской и просветительской деятельностью, миссионерством. Важное значение в ордене уделяется почитанию Пресвятой Девы и развитию мариологии. Ещё в Средние Века сервитами в Риме был основан «Марианум», теологическая школа, существующая по сей день. В 1939 году орден начал выпускать журнал «Марианум». Сервиты были главной движущей силой распространения в Католической церкви культа Девы Марии Скорбящей. Орденом руководит генеральный настоятель, избираемый сроком на 6 лет. Духовный центр ордена — флорентийская базилика Сантиссима-Аннунциата.